# Apophylacris
Apophylacris is een geslacht van rechtvleugeligen uit de familie Romaleidae. De wetenschappelijke naam van dit geslacht is voor het eerst geldig gepubliceerd in 1983 door Descamps.

## Soorten
Het geslacht Apophylacris  is monotypisch en omvat slechts de volgende soort:
- Apophylacris incondita (Descamps, 1983)